# Pastamaskin

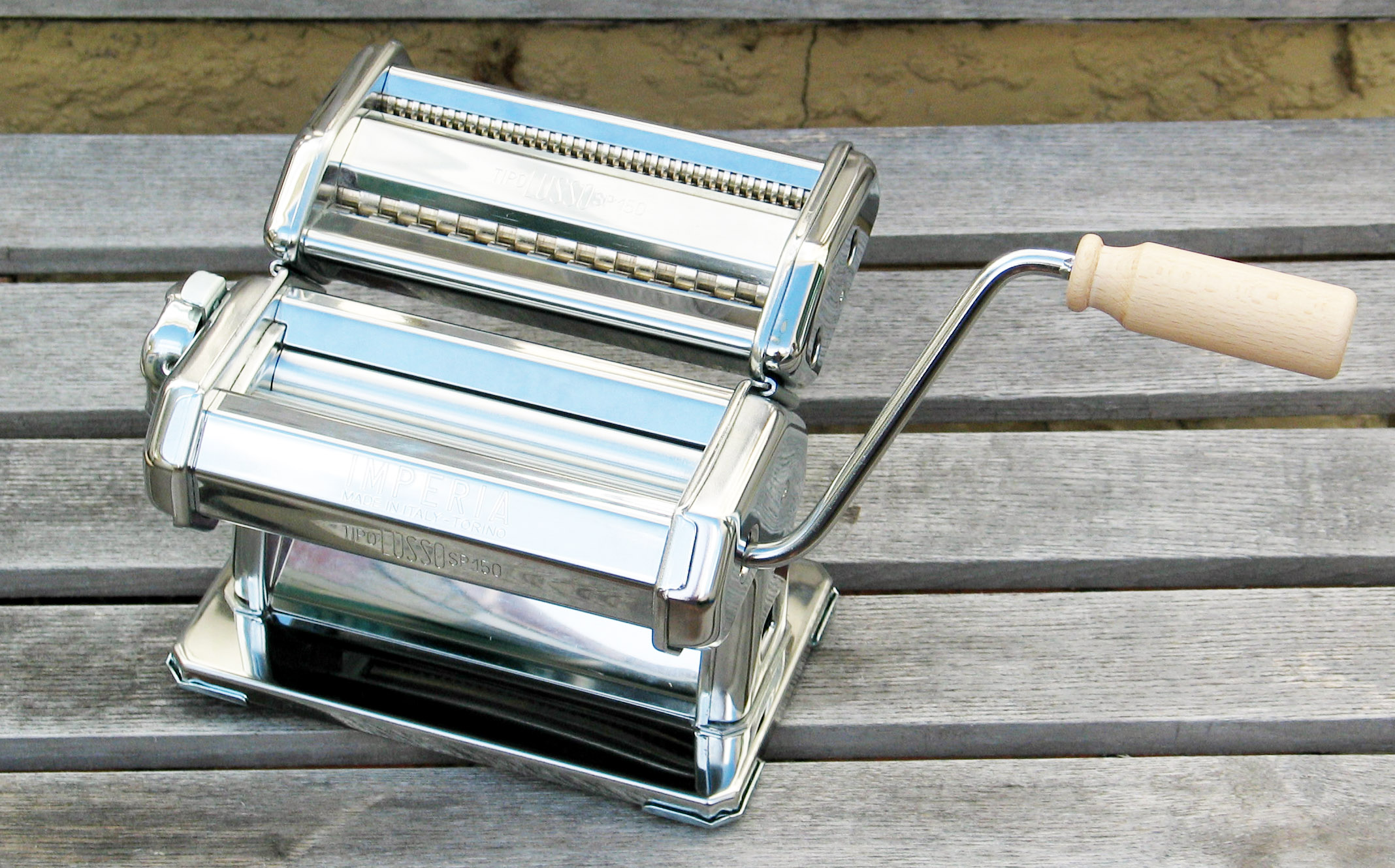
Liten pastamaskin. Manglar lasagne (främre valspar), skär tagliatelle och spaghetti (resp. bakre valspar). Pastans tjocklek regleras med vredet på vänster sida.

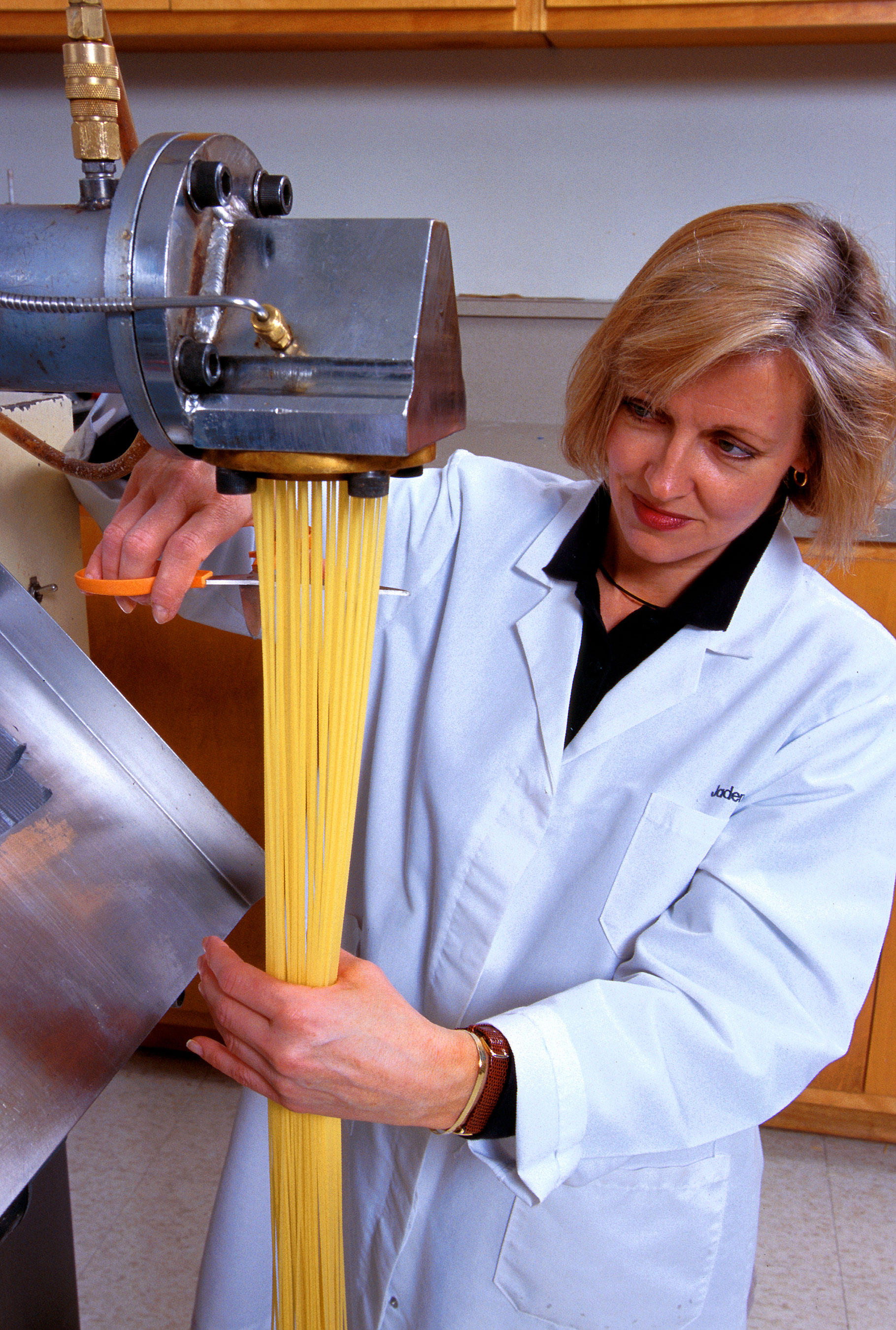
Större pastamaskin vilken pressar ut pastadegen genom munstycken med önskad form.

En pastamaskin är en apparat som kavlar och skär pasta. 
Modellerna för hushållsbruk är oftast tillverkade i metall, vevas för hand och ser ut som en liten mangel. Valsarna kan vara utbytbara och har olika ytor beroende på vilken typ av pasta man vill göra. Som standard brukar det ingå plana valsar för framställning av plattor (för till exempel lasagne, ravioli eller cannelloni) samt två olika par skärande valsar för tillverkning av bandspaghetti (tagliatelle). Pastadegen måste ha en speciell konsistens för att kunna valsas och skäras, den får varken vara för "blöt" eller för torr.
Det finns även pastamaskiner som arbetar enligt kakspritsprincipen, det vill säga pressar ut pastadegen genom munstycken med önskad form.